# Valsaria capronii
Valsaria capronii är en svampart som först beskrevs av Mordecai Cubitt Cooke, och fick sitt nu gällande namn av Berl. & Voglino 1886. Valsaria capronii ingår i släktet Valsaria, ordningen Diaporthales, klassen Sordariomycetes, divisionen sporsäcksvampar och riket svampar.   Inga underarter finns listade i Catalogue of Life.